# فرمیل فلوئورید
فرمیل فلوئورید (به انگلیسی: Formyl fluoride) با فرمول شیمیایی CHFO یک ترکیب شیمیایی با شناسه پاب‌کم ۱۵۱۵۳ است. که جرم مولی آن 48.02 g/mol می‌باشد. شکل ظاهری این ترکیب، گاز بی‌رنگ است.